# Григорій Друцький-Горський
Григорій Єжи Друцький-Горський (1595—1659) — державний, політичний і військовий діяч Речі Посполитої.

## Життєпис
Походив з князів Друцьких-Горських гербу Друцьк, однією з гілок Друцьких. Старший син Теодора Друцького-Горського, старости цельського, і Марини (доньки князя Михайла Вишневецького). Народився 1585 року. Виховувався в кальвіністському дусі.
1615 року після смерті батька опинився під опікою матірі. 1616 року разом із матір'ю судився зі священиком Йосипом Кунцевичем. До 1626 року судився з родичами за маєтності Локшицю, Отсрава, Гатове і Богушевичі, відстоючи свої права на них. Водночас оженився на доньці Філона Копаця, лідського маршалка. Тоді ж перейшов до католицтва, взявши друге ім'я Єжи.
1626 року обирається послом (делегатом) на сейм від мінського воєводства. Тут увійшов до складу комісії для виявлення несплачених податків, що отримала назву Віленського трибуналу. 1631 року отримав від короля цельське староство. 1635 року стає оршанським старостою. Того ж року він подав до суду на Казимира Лева Сапігу за несплату внесків із маєтку Староселля, затвердженого для оборони Оршанського повіту.
З 1620-х років мав численні судові суперечки з мінськими містянами. 1640 року звинуватив жидівську громаду Мінську в ритуальному вбивстві дитини, проте розслідування виправдали останніх. Остаточно справу було закрито у 1641 році. 1642 року втратив дружину.
1643 року після смерті стриєчного братоа Юрія Яновича захопив частину маєтків Орава і Полісся, які тоді належали брату Юрія — Стефану. 1644 року зробив фундуш на прохання матері для зведення й функціонування костелу в Богушевичах. Для цього передав села Горки і Запол'є. 1647 року ініціював зведення мурованого будинку для зберігання документів Оршанського сеймику.
З 1648 року з початком повстання під проводом Богдана Хмельницького разом з сином Михайлом-Єжи очолював шляхетські загони для охорони староства. Невдовзі прибув до Могилева, де збирав військо підканцлер Казимир Лев Сапіга. Потім разом з Яом Самуїлом Пацом охороняв Старий і Новий Бихови. У жовтні звільнив місто Чериков, завдавши поразки козакам під орудою Кривошапки. За цим брав участь у елекційному сеймі, де підтримав кандидатуру Яна Казимира Вази. По поверненню до Оршанського повіту змусив Філона Гаркушу відступити від Бихова. після чого відвоював Стародуб. Втім через борги і зарплатні жовнірам залишив місто, перебравшись до Чечерська. Для відновлення фінансування війська передав в заставу могилівському міщанину Савелію Софроновичу маєток Гатове Королищевичі за 4 тис. польських злотих.
1650 року зі згоди короля передав оршанське староство синові Михайлу-Єжи. Натомість призначається мстиславським воєводою. У грудні того ж року обирається одним з послів для ведення перемовин з Богданом Хмельницьким, головним завданням яких було відволічення козаків до підготовки короля до нової військової кампанії.
1654 року з початком війни з Московським царством намагався якомога добре зміцнити Мстиславль. Втім за відсутності Друцького-Горського 22 липня московське військо під орудою Олексія Трубецького захопило Мстиславль. 1655 року після окупації московитами великого князівства Литовськогоі вторгнення до Польщі шведського війська залишився вірним королю, відступивши до Берестя, де увійшов до війська великого гетьмана литовського Павла Яна Сапіги. 12 листопада 1657 року брав участь у військовій нараді в Кам'янці. Помер влітку 1659 року.

## Родина
- Михайло (1626—1651), староста оршанський
- Стефан (д/н—1656), загинув під час визволення Варшави.
- Марина (д/н—після 1642), черниця ордену францисканців.
- Миколай
- Катерина
- Філон (1642)
- Теодор Кароль підкоморій мінський